# EPrix van Berlijn 2025
De ePrix van Berlijn 2025 werd gehouden over twee races op 12 en 13 juli 2025 op het Tempelhof Airport Street Circuit. Dit waren de dertiende en veertiende races van het Formule E-seizoen 2024-2025.
De eerste race werd gewonnen door Jaguar-coureur Mitch Evans, die vanaf pole position zijn tweede zege van het seizoen behaalde. Pascal Wehrlein eindigde voor Porsche als tweede, terwijl Mahindra-rijder Edoardo Mortara derde werd.
De tweede race werd gewonnen door de andere Jaguar-coureur Nick Cassidy, die eveneens zijn tweede zege van het seizoen behaalde. Jake Dennis eindigde voor Andretti als tweede, terwijl DS-rijder Jean-Éric Vergne derde werd. Nissan-coureur Oliver Rowland werd vierde en bouwde zo genoeg voorsprong op om met twee races te gaan tot wereldkampioen gekroond te worden.

## Race 1

### Kwalificatie
Vanwege zware regenval werd de knockoutfase van de kwalificatie afgelast. De uitslagen van de groepsfasen werden gebruikt voor de grid, waardoor Nick Cassidy de pole position in handen kreeg. Hij ontving hiervoor niet de gebruikelijk drie punten, aangezien de knockoutfase nooit van start was gegaan.

#### Groepsfase
De top vier uit iedere groep zou zich gekwalificeerd hebben voor de knockoutfase.
Groep A
| Pos | No | Coureur                | Team               | Tijd     |
| --- | -- | ---------------------- | ------------------ | -------- |
| 1   | 9  | Mitch Evans            | Jaguar             | 1:11.021 |
| 2   | 23 | Oliver Rowland         | Nissan             | 1:12.000 |
| 3   | 7  | Maximilian Günther     | DS                 | 1:12.286 |
| 4   | 13 | António Félix da Costa | Porsche            | 1:12.973 |
| 5   | 33 | Dan Ticktum            | Cupra Kiro-Porsche | 1:13.005 |
| 6   | 48 | Edoardo Mortara        | Mahindra           | 1:13.176 |
| 7   | 51 | Nico Müller            | Andretti-Porsche   | 1:13.177 |
| 8   | 8  | Sam Bird               | McLaren-Nissan     | 1:13.220 |
| 9   | 27 | Jake Dennis            | Andretti-Porsche   | 1:13.427 |
| 10  | 22 | Zane Maloney           | Lola-Yamaha-ABT    | 1:13.531 |
| 11  | 17 | Sérgio Sette Câmara    | Nissan             | 1:14.014 |

Groep B
| Pos | No | Coureur           | Team               | Tijd      |
| --- | -- | ----------------- | ------------------ | --------- |
| 1   | 4  | Robin Frijns      | Envision-Jaguar    | 1:11.109  |
| 2   | 55 | Jake Hughes       | Maserati           | 1:11.344  |
| 3   | 1  | Pascal Wehrlein   | Porsche            | 1:11.538  |
| 4   | 25 | Jean-Éric Vergne  | DS                 | 1:12.032  |
| 5   | 5  | Taylor Barnard    | McLaren-Nissan     | 1:12.437  |
| 6   | 2  | Stoffel Vandoorne | Maserati           | 1:12.502  |
| 7   | 21 | Felipe Drugovich  | Mahindra           | 1:12.597  |
| 8   | 11 | Lucas di Grassi   | Lola-Yamaha-ABT    | 1:12.860  |
| 9   | 37 | Nick Cassidy      | Jaguar             | 1:13.448  |
| 10  | 3  | David Beckmann    | Cupra Kiro-Porsche | 1:13.888  |
| 11  | 16 | Sébastien Buemi   | Envision-Jaguar    | Geen tijd |

#### Startopstelling
| Pos | No | Coureur                | Team               |
| --- | -- | ---------------------- | ------------------ |
| 1   | 9  | Mitch Evans            | Jaguar             |
| 2   | 4  | Robin Frijns           | Envision-Jaguar    |
| 3   | 23 | Oliver Rowland         | Nissan             |
| 4   | 55 | Jake Hughes            | Maserati           |
| 5   | 7  | Maximilian Günther     | DS                 |
| 6   | 13 | António Félix da Costa | Porsche            |
| 7   | 25 | Jean-Éric Vergne       | DS                 |
| 8   | 33 | Dan Ticktum            | Cupra Kiro-Porsche |
| 9   | 1  | Pascal Wehrlein        | Porsche            |
| 10  | 5  | Taylor Barnard         | McLaren-Nissan     |
| 11  | 48 | Edoardo Mortara        | Mahindra           |
| 12  | 2  | Stoffel Vandoorne      | Maserati           |
| 13  | 51 | Nico Müller            | Andretti-Porsche   |
| 14  | 8  | Sam Bird               | McLaren-Nissan     |
| 15  | 11 | Lucas di Grassi        | Lola-Yamaha-ABT    |
| 16  | 27 | Jake Dennis            | Andretti-Porsche   |
| 17  | 22 | Zane Maloney           | Lola-Yamaha-ABT    |
| 18  | 3  | David Beckmann         | Cupra Kiro-Porsche |
| 19  | 17 | Sérgio Sette Câmara    | Nissan             |
| 20  | 21 | Felipe Drugovich       | Mahindra           |
| 21  | 37 | Nick Cassidy           | Jaguar             |
| 22  | 16 | Sébastien Buemi        | Envision-Jaguar    |

### Race
| Pos | No | Coureur                | Team               | Rondes | Tijd/Oorzaak uitval | Grid | Punten |
| --- | -- | ---------------------- | ------------------ | ------ | ------------------- | ---- | ------ |
| 1   | 9  | Mitch Evans            | Jaguar             | 41     | 49:54.398           | 1    | 25     |
| 2   | 1  | Pascal Wehrlein        | Porsche            | 41     | +0.469              | 9    | 19     |
| 3   | 48 | Edoardo Mortara        | Mahindra           | 41     | +10.010             | 7    | 15     |
| 4   | 5  | Taylor Barnard         | McLaren-Nissan     | 41     | +10.199             | 10   | 12     |
| 5   | 37 | Nick Cassidy           | Jaguar             | 41     | +10.319             | 21   | 10     |
| 6   | 7  | Maximilian Günther     | DS                 | 41     | +11.199             | 5    | 8      |
| 7   | 16 | Sébastien Buemi        | Envision-Jaguar    | 41     | +12.611             | 22   | 6      |
| 8   | 51 | Nico Müller            | Andretti-Porsche   | 41     | +13.357             | 13   | 4      |
| 9   | 33 | Dan Ticktum            | Cupra Kiro-Porsche | 41     | +13.771             | 8    | 2      |
| 10  | 13 | António Félix da Costa | Porsche            | 41     | +14.521             | 6    | 1      |
| 11  | 8  | Sam Bird               | McLaren-Nissan     | 41     | +14.699             | 14   |        |
| 12  | 2  | Stoffel Vandoorne      | Maserati           | 41     | +14.728             | 12   |        |
| 13  | 4  | Robin Frijns           | Envision-Jaguar    | 41     | +15.491             | 2    |        |
| 14  | 55 | Jake Hughes            | Maserati           | 41     | +19.004             | 4    |        |
| 15  | 17 | Sérgio Sette Câmara    | Nissan             | 40     | +1 ronde            | 19   |        |
| 16  | 22 | Zane Maloney           | Lola-Yamaha-ABT    | 40     | +1 ronde            | 15   |        |
| 17  | 21 | Felipe Drugovich       | Mahindra           | 40     | +1 ronde            | 20   |        |
| 18  | 11 | Lucas di Grassi        | Lola-Yamaha-ABT    | 40     | +1 ronde            | 15   |        |
| DNF | 23 | Oliver Rowland         | Nissan             | 32     | Schade ongeluk      | 3    |        |
| DNF | 25 | Jean-Éric Vergne       | DS                 | 32     | Ophanging           | 7    |        |
| DNF | 3  | David Beckmann         | Cupra Kiro-Porsche | 27     | Ophanging           | 18   |        |
| DNF | 27 | Jake Dennis            | Andretti-Porsche   | 0      | Aandrijving         | 16   |        |

## Race 2

### Kwalificatie

#### Groepsfase
De top vier uit iedere groep kwalificeerde zich voor de knockoutfase.
Groep A
| Pos | No | Coureur             | Team               | Tijd      |
| --- | -- | ------------------- | ------------------ | --------- |
| 1   | 2  | Stoffel Vandoorne   | Maserati           | 1:01.870  |
| 2   | 5  | Taylor Barnard      | McLaren-Nissan     | 1:02.051  |
| 3   | 33 | Dan Ticktum         | Cupra Kiro-Porsche | 1:02.115  |
| 4   | 23 | Oliver Rowland      | Nissan             | 1:02.621  |
| 5   | 7  | Maximilian Günther  | DS                 | 1:02.633  |
| 6   | 55 | Jake Hughes         | Maserati           | 1:02.645  |
| 7   | 22 | Zane Maloney        | Lola-Yamaha-ABT    | 1:02.663  |
| 8   | 27 | Jake Dennis         | Andretti-Porsche   | 1:02.755  |
| 9   | 25 | Jean-Éric Vergne    | DS                 | 1:02.840  |
| 10  | 17 | Sérgio Sette Câmara | Nissan             | 1:03.087  |
| 11  | 11 | Lucas di Grassi     | Lola-Yamaha-ABT    | Geen tijd |

Groep B
| Pos | No | Coureur                | Team               | Tijd   |
| --- | -- | ---------------------- | ------------------ | ------ |
| 1   | 1  | Pascal Wehrlein        | Porsche            | 59.048 |
| 2   | 13 | António Félix da Costa | Porsche            | 59.353 |
| 3   | 4  | Robin Frijns           | Envision-Jaguar    | 59.382 |
| 4   | 51 | Nico Müller            | Andretti-Porsche   | 59.441 |
| 5   | 9  | Mitch Evans            | Jaguar             | 59.471 |
| 6   | 48 | Edoardo Mortara        | Mahindra           | 59.506 |
| 7   | 3  | David Beckmann         | Cupra Kiro-Porsche | 59.515 |
| 8   | 8  | Sam Bird               | McLaren-Nissan     | 59.519 |
| 9   | 16 | Sébastien Buemi        | Envision-Jaguar    | 59.555 |
| 10  | 21 | Felipe Drugovich       | Mahindra           | 59.705 |
| 11  | 37 | Nick Cassidy           | Jaguar             | 59.728 |

#### Knockoutfase
De combinatie letter/cijfer staat voor de groep waarin de betreffende coureur uitkwam en de positie die hij in deze groep behaalde.
|  | Kwartfinale            | Kwartfinale     |                        |        | Halve finale | Halve finale |  |  | Finale | Finale |
|  |                        |                 |                        |        |              |              |  |  |        |        |
|  |                        |                 |                        |        |              |              |  |  |        |        |
|  | A3-A2                  |                 |                        |        |              |              |  |  |        |        |
|  |                        |                 |                        |        |              |              |  |  |        |        |
|  | Dan Ticktum            | 59.027          |                        |        |              |              |  |  |        |        |
|  | Dan Ticktum            | 59.027          | K1-K2                  |        |              |              |  |  |        |        |
|  | Taylor Barnard         | 59.633          |                        |        |              |              |  |  |        |        |
|  | Taylor Barnard         | 59.633          | Dan Ticktum            | 58.051 |              |              |  |  |        |        |
|  | A4-A1                  |                 | Dan Ticktum            | 58.051 |              |              |  |  |        |        |
|  |                        | Oliver Rowland  | 58.172                 |        |              |              |  |  |        |        |
|  | Oliver Rowland         | Oliver Rowland  | 58.172                 | 58.921 |              |              |  |  |        |        |
|  | Oliver Rowland         |                 | H1-H2                  | 58.921 |              |              |  |  |        |        |
|  | Stoffel Vandoorne      | 59.270          |                        |        |              |              |  |  |        |        |
|  | Stoffel Vandoorne      | 59.270          | Dan Ticktum            | 58.008 |              |              |  |  |        |        |
|  | B3-B2                  |                 | Dan Ticktum            | 58.008 |              |              |  |  |        |        |
|  |                        | Pascal Wehrlein | 57.850                 |        |              |              |  |  |        |        |
|  | Robin Frijns           | Pascal Wehrlein | 57.850                 | 58.382 |              |              |  |  |        |        |
|  | Robin Frijns           | K3-K4           |                        | 58.382 |              |              |  |  |        |        |
|  | António Félix da Costa | 58.294          |                        |        |              |              |  |  |        |        |
|  | António Félix da Costa | 58.294          | António Félix da Costa | 58.404 |              |              |  |  |        |        |
|  | B4-B1                  |                 | António Félix da Costa | 58.404 |              |              |  |  |        |        |
|  |                        | Pascal Wehrlein | 57.756                 |        |              |              |  |  |        |        |
|  | Nico Müller            | Pascal Wehrlein | 57.756                 | 58.473 |              |              |  |  |        |        |
|  | Nico Müller            |                 |                        | 58.473 |              |              |  |  |        |        |
|  | Pascal Wehrlein        | 57.855          |                        |        |              |              |  |  |        |        |
|  | Pascal Wehrlein        | 57.855          |                        |        |              |              |  |  |        |        |

#### Startopstelling
| Pos | No | Coureur                | Team               |
| --- | -- | ---------------------- | ------------------ |
| 1   | 1  | Pascal Wehrlein        | Porsche            |
| 2   | 33 | Dan Ticktum            | Cupra Kiro-Porsche |
| 3   | 13 | António Félix da Costa | Porsche            |
| 4   | 4  | Robin Frijns           | Envision-Jaguar    |
| 5   | 51 | Nico Müller            | Andretti-Porsche   |
| 6   | 2  | Stoffel Vandoorne      | Maserati           |
| 7   | 5  | Taylor Barnard         | McLaren-Nissan     |
| 8   | 23 | Oliver Rowland         | Nissan             |
| 9   | 9  | Mitch Evans            | Jaguar             |
| 10  | 48 | Edoardo Mortara        | Mahindra           |
| 11  | 55 | Jake Hughes            | Maserati           |
| 12  | 3  | David Beckmann         | Cupra Kiro-Porsche |
| 13  | 7  | Maximilian Günther     | DS                 |
| 14  | 22 | Zane Maloney           | Lola-Yamaha-ABT    |
| 15  | 8  | Sam Bird               | McLaren-Nissan     |
| 16  | 27 | Jake Dennis            | Andretti-Porsche   |
| 17  | 16 | Sébastien Buemi        | Envision-Jaguar    |
| 18  | 25 | Jean-Éric Vergne       | DS                 |
| 19  | 21 | Felipe Drugovich       | Mahindra           |
| 20  | 37 | Nick Cassidy           | Jaguar             |
| 21  | 17 | Sérgio Sette Câmara    | Nissan             |
| 22  | 11 | Lucas di Grassi        | Lola-Yamaha-ABT    |

### Race
| Pos | No | Coureur                | Team               | Rondes | Tijd/Oorzaak uitval | Grid | Punten |
| --- | -- | ---------------------- | ------------------ | ------ | ------------------- | ---- | ------ |
| 1   | 37 | Nick Cassidy           | Jaguar             | 41     | 47:29.430           | 20   | 26     |
| 2   | 27 | Jake Dennis            | Andretti-Porsche   | 41     | +1.533              | 16   | 18     |
| 3   | 25 | Jean-Éric Vergne       | DS                 | 41     | +4.347              | 18   | 15     |
| 4   | 23 | Oliver Rowland         | Nissan             | 41     | +5.258              | 8    | 12     |
| 5   | 9  | Mitch Evans            | Jaguar             | 41     | +6.791              | 9    | 10     |
| 6   | 5  | Taylor Barnard         | McLaren-Nissan     | 41     | +7.185              | 7    | 8      |
| 7   | 21 | Felipe Drugovich       | Mahindra           | 41     | +7.553              | 19   | 6      |
| 8   | 13 | António Félix da Costa | Porsche            | 41     | +9.072              | 3    | 4      |
| 9   | 17 | Sérgio Sette Câmara    | Nissan             | 41     | +9.546              | 21   | 2      |
| 10  | 55 | Jake Hughes            | Maserati           | 41     | +9.918              | 11   | 1      |
| 11  | 48 | Edoardo Mortara        | Mahindra           | 41     | +11.174             | 10   |        |
| 12  | 11 | Lucas di Grassi        | Lola-Yamaha-ABT    | 41     | +11.730             | 22   |        |
| 13  | 2  | Stoffel Vandoorne      | Maserati           | 41     | +11.945             | 6    |        |
| 14  | 33 | Dan Ticktum            | Cupra Kiro-Porsche | 41     | +14.398             | 2    |        |
| 15  | 1  | Pascal Wehrlein        | Porsche            | 41     | +15.417             | 1    | 3      |
| 16  | 3  | David Beckmann         | Cupra Kiro-Porsche | 41     | +16.424             | 12   |        |
| 17  | 51 | Nico Müller            | Andretti-Porsche   | 41     | +17.914             | 5    |        |
| DNF | 4  | Robin Frijns           | Envision-Jaguar    | 38     | Technisch           | 4    |        |
| DNF | 22 | Zane Maloney           | Lola-Yamaha-ABT    | 38     | Technisch           | 14   |        |
| DNF | 7  | Maximilian Günther     | DS                 | 35     | Uitgevallen         | 13   |        |
| DNF | 8  | Sam Bird               | McLaren-Nissan     | 22     | Ongeluk             | 15   |        |
| DNF | 16 | Sébastien Buemi        | Envision-Jaguar    | 18     | Technisch           | 17   |        |

## Tussenstanden wereldkampioenschap

### Coureurs
| Positie | No. | Rijder                 | Team               | Punten |
| ------- | --- | ---------------------- | ------------------ | ------ |
| 01      | 23  | Oliver Rowland         | Nissan             | 184    |
| 02      | 1   | Pascal Wehrlein        | Porsche            | 125    |
| 03      | 5   | Taylor Barnard         | McLaren-Nissan     | 112    |
| 04      | 13  | António Félix da Costa | Porsche            | 103    |
| 05      | 37  | Nick Cassidy           | Jaguar             | 102    |
| 06      | 25  | Jean-Éric Vergne       | DS                 | 89     |
| 07      | 33  | Dan Ticktum            | Cupra Kiro-Porsche | 82     |
| 08      | 48  | Edoardo Mortara        | Mahindra           | 80     |
| 09      | 7   | Maximilian Günther     | DS                 | 79     |
| 10      | 27  | Jake Dennis            | Andretti-Porsche   | 77     |

### Teams
| Positie | Team               | Punten |
| ------- | ------------------ | ------ |
| 01      | Porsche            | 228    |
| 02      | Nissan             | 205    |
| 03      | DS                 | 168    |
| 04      | Jaguar             | 162    |
| 05      | McLaren-Nissan     | 143    |
| 06      | Mahindra           | 142    |
| 07      | Andretti-Porsche   | 125    |
| 08      | Maserati           | 90     |
| 09      | Envision-Jaguar    | 86     |
| 10      | Cupra Kiro-Porsche | 82     |

### Constructeurs
| Pos. | Constructeur | Punten |
| ---- | ------------ | ------ |
| 01   | Porsche      | 342    |
| 02   | Nissan       | 335    |
| 03   | Jaguar       | 279    |
| 04   | Stellantis   | 242    |
| 05   | Mahindra     | 169    |
| 06   | Lola-Yamaha  | 47     |